# عبداللطیف بهداری
عبداللطیف بهداری (عربی: عبد اللطيف البهداري؛ زادهٔ ۲۰ فوریهٔ ۱۹۸۴) یک بازیکن فوتبال اهل فلسطین است.
وی همچنین در تیم ملی فوتبال فلسطین بازی کرده است.